# روي فوستر (لاعب كرة قدم أمريكية)
روي فوستر (بالإنجليزية: Roy Foster)‏ هو لاعب كرة قدم أمريكية أمريكي، ولد في 24 مايو 1960 في لوس أنجلوس في الولايات المتحدة.

## وصلات خارجية
- روي فوستر على موقع مرجع كرة القدم المحترفة.كوم (الإنجليزية)